# Marmara isortha
Marmara isortha là một loài bướm đêm thuộc họ Gracillariidae. Nó được tìm thấy ở Guyana, Brasil và Ấn Độ.
Ấu trùng ăn Theobroma cacao. They mine the fruit of their host plant.